# 顕鏡寺

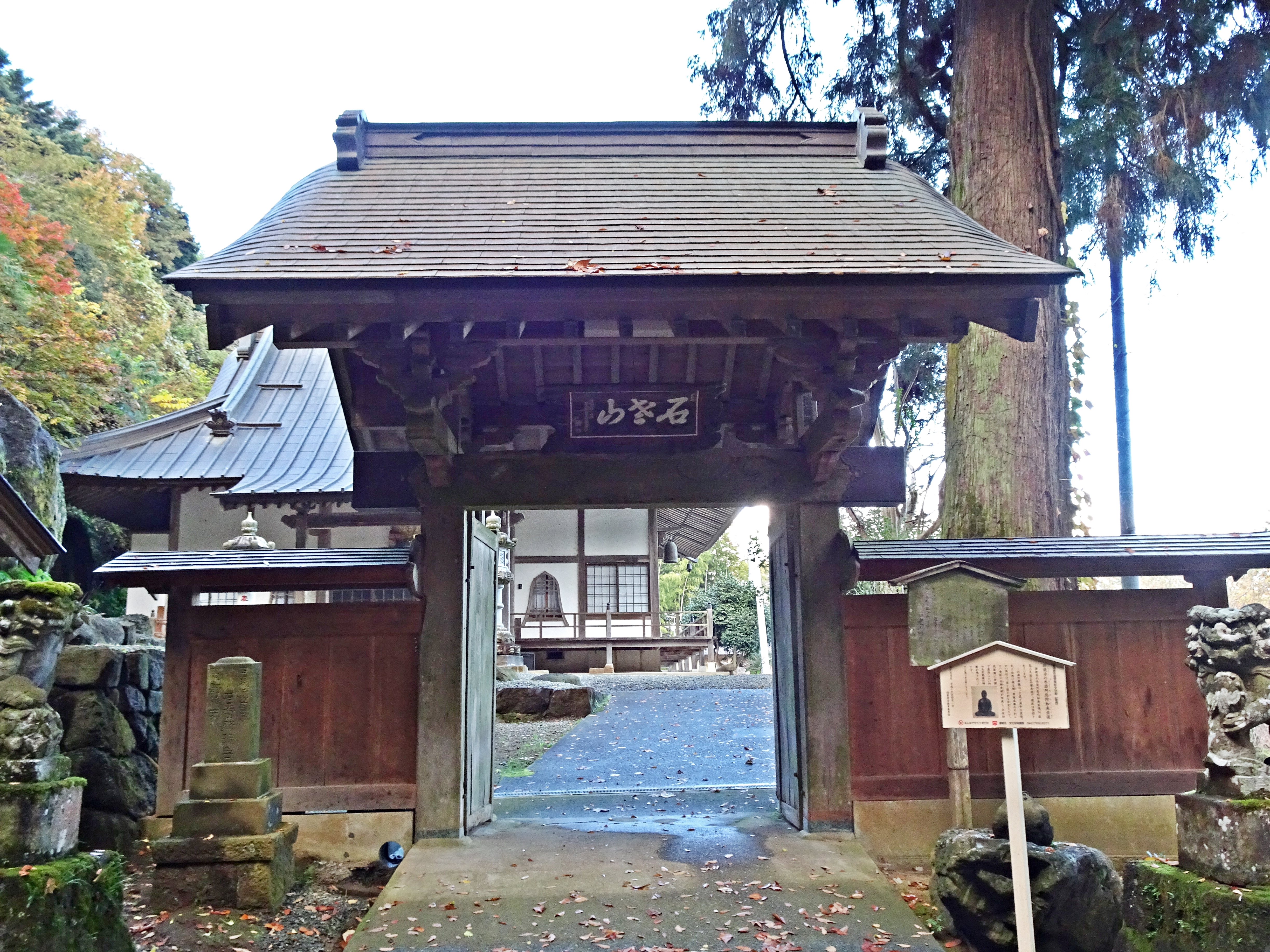
顕鏡寺山門

顕鏡寺（けんきょうじ）は、神奈川県相模原市緑区にある高野山真言宗の寺院。

## 歴史
851年（仁寿元年）、源海によって開山された。寺伝によると、開山の源海は俗名「岩若丸」といい、駆け落ちした貴族の男女の子という。都から落ち延びた男女はこの付近の岩窟で岩若丸を儲けた。そして鏡を割ってその片方を岩若丸に託し、将来の再会を約して別れることになった。成長した岩若丸は、この鏡を手がかりに両親を探し求め、ついに再会することができた。両親の死後、岩若丸は出家して生誕地に戻り、寺を創建した。「顕鏡寺」という寺号は、両親の形見の鏡に由来する。
江戸時代は、疳の虫止めのご利益があるとされ、多くの参詣者が訪れたという。

## 交通アクセス
- 路線バス石老山入口停留所より徒歩40分。